# Verbascum chaixii
Verbascum chaixii là một loài thực vật có hoa trong họ Huyền sâm. Loài này được Vill. miêu tả khoa học đầu tiên năm 1787.